# Ситняг бідноцвітий
Ситняг бідноцвітий, ситняг п'ятиквітковий (Eleocharis quinqueflora) — вид багаторічних кореневищних трав'янистих рослин родини осокові (Cyperaceae). Етимологія: лат. quinqueflora — «з п'ятьма квітками».

## Опис
Кореневища повзучі довгі розгалужені, товщиною 0,2–1 мм. Бруньки в спокої часто присутні на кореневищах або серед стеблових основ, від широко до вузько яйцеподібні, 3–6(10) × 2–5 мм. Стебла темно-зелені, прямовисні, 5–35 см × 0.2–0.5(1.2) мм. Стебла часто злегка зігнуті й безлисті. Наземні листки круглі й рифлені. Суцвіття містять тільки кінцеві колоски довжиною 4–10 мм, шириною до 4 мм. Колоски, як правило, містять від трьох до семи квіток. Приймочок 3. Плоди 1,5–2 мм довжиною, жовто-коричневі. 2n = 20.

## Поширення

### Загальне
Цей циркумбореальний вид трапляється від Ісландії й крайньої півночі Європи на південь до Марокко і на схід через Сибір, Казахстан, Монголію, Кавказ, Близький Схід і Гімалаї на Камчатку і Північний Китай. Також зростає в Північній Америці від Аляски до Гренландії на схід і на південь до Каліфорнії, Нью-Мексико і Нью-Джерсі. Є також ізольовані популяції в Аргентині й Чилі. Це рослина мілкої стоячої води (вологі луки, трясовини, пустища, гарячі джерела) в основному на вапняних субстратах.

### В Україні
Вид є регіонально рідкісним і потребує охорони в Житомирській, Закарпатській та Львівській областях.

## Галерея

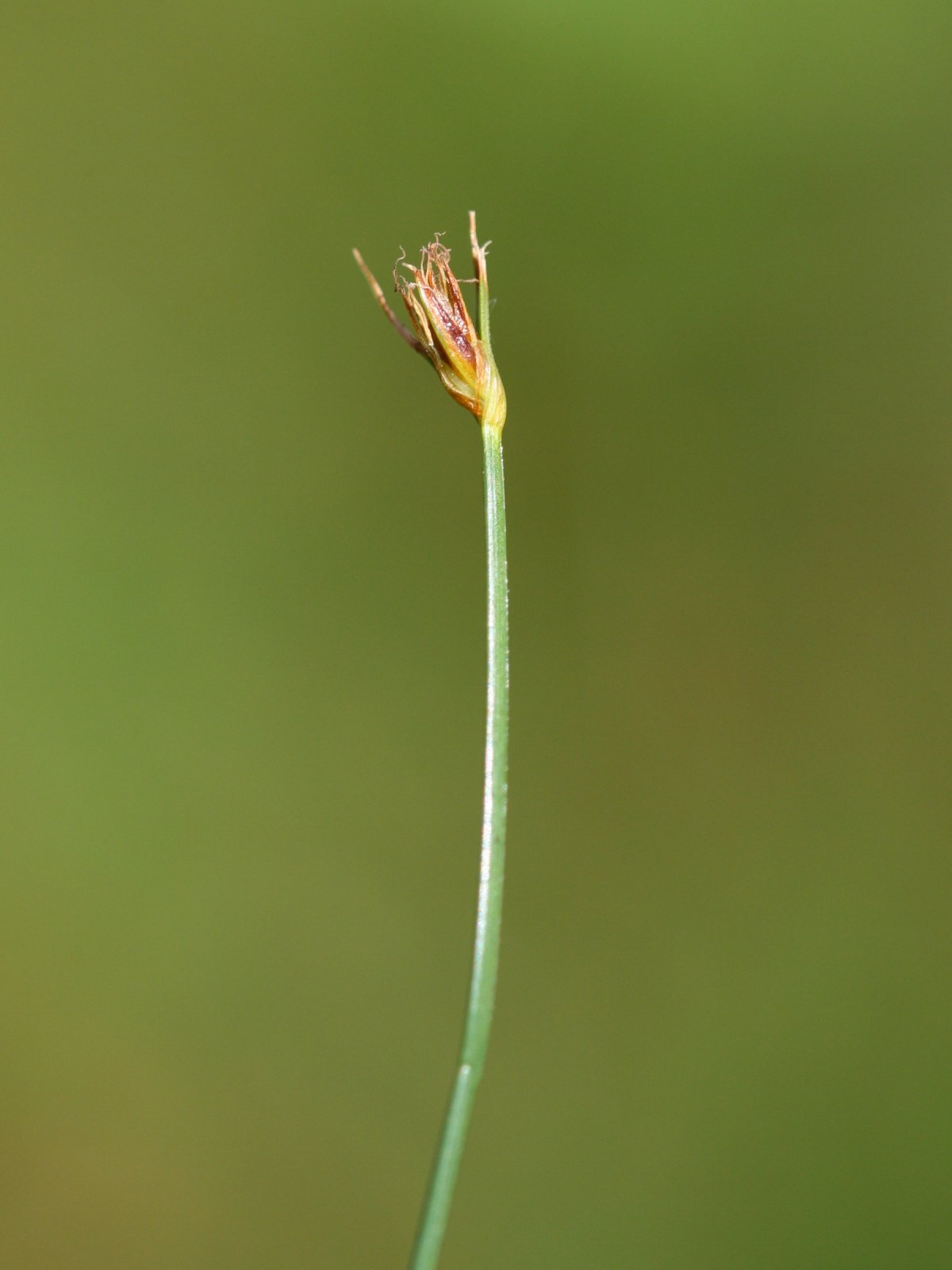
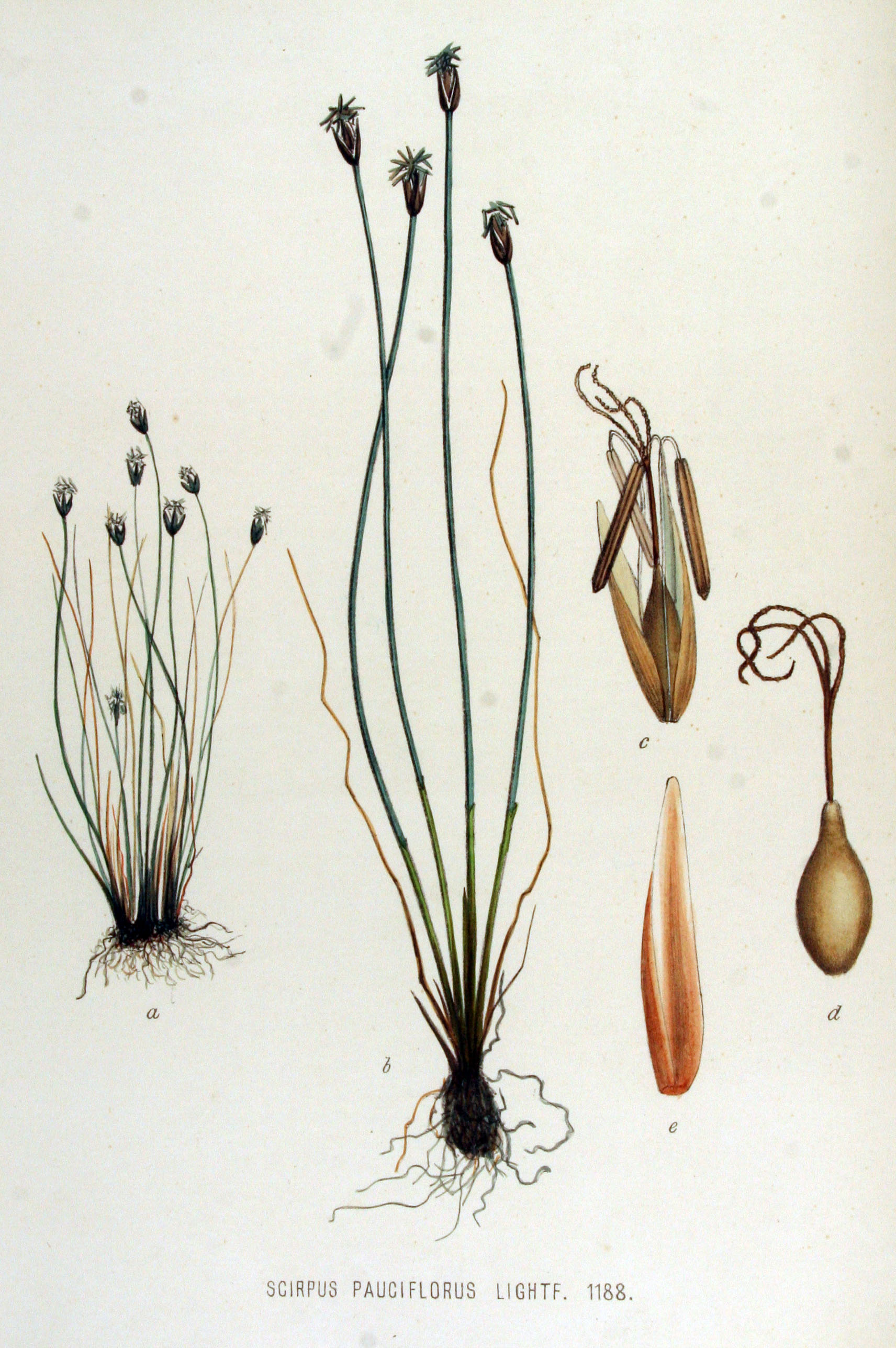